# برگه دو-پون
برگه دو-پون (به انگلیسی: Breguet Deux-Ponts) یک هواگرد ساختِ کارخانهٔ برگه اویاسیون در کشور فرانسه است. نخستین استفاده‌کنندهٔ این هواپیما ایر فرانس بوده‌است. این هواگرد برای نخستین بار در ۱۵ فوریه ۱۹۴۹ میلادی مورد استفاده قرار گرفت.